# Kurt Mayer (Filmproduzent)

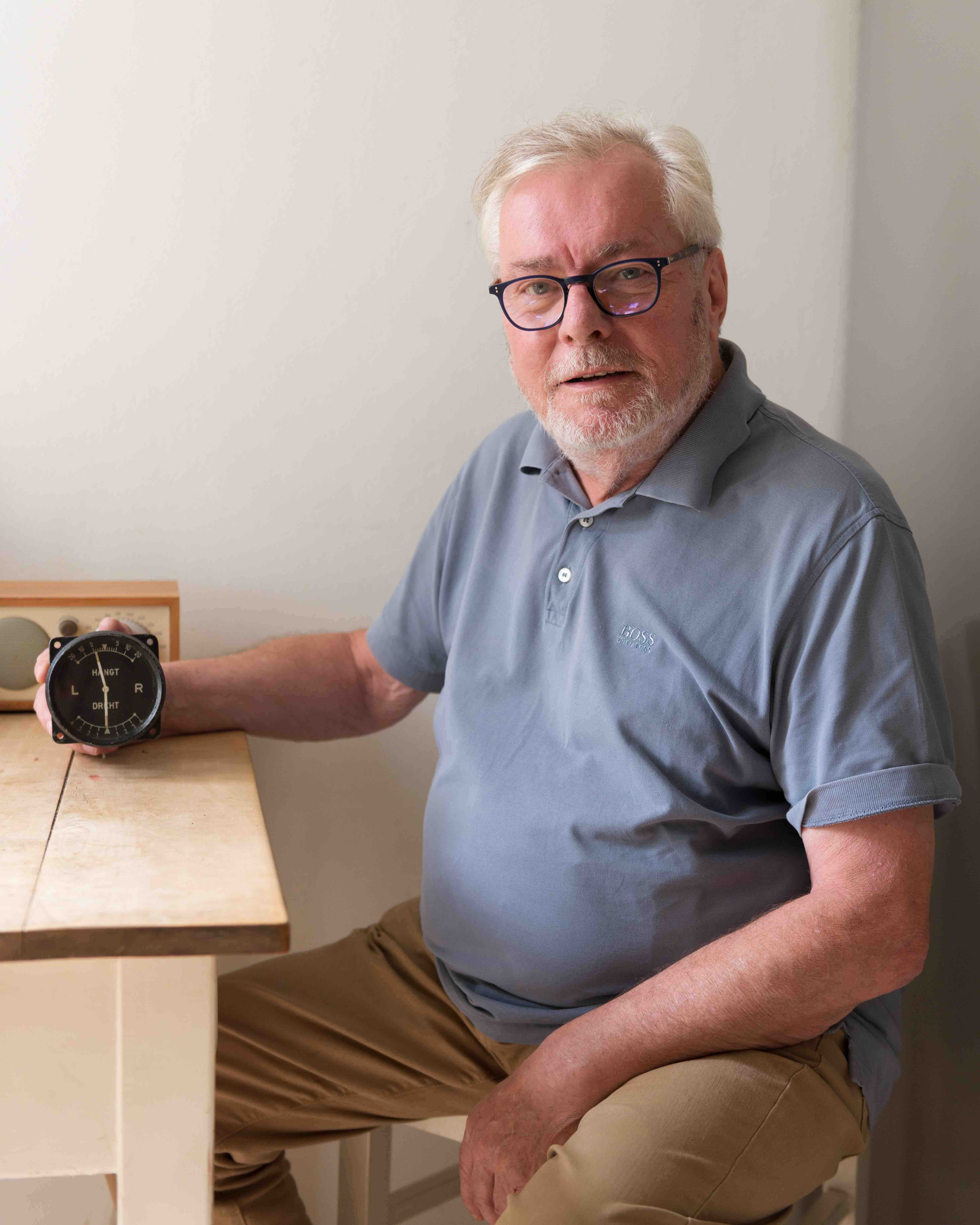
Kurt Mayer (2020)

Kurt Mayer (* 22. März 1951 in Wien; † 7. Oktober 2023) war ein österreichischer Filmproduzent, Filmregisseur und Drehbuchautor.

## Leben
Kurt Mayer studierte Psychologie, Soziologie und Kunstgeschichte an der Universität Wien. Während seines Studiums war er als wissenschaftlicher Assistent am Institut für Psychologie der Universität Wien tätig und begann beim Film zu arbeiten, anfangs als Ausstatter und Kameraassistent. Zudem wirkte er an Theater-Performances mit. Von 1973 bis 1987 arbeitete Mayer als Kameraassistent und Tonmeister für NHK, ZDF und ARD im mittelosteuropäischen Ausland. Er war auch mit Klaus Pinter von Haus-Rucker-Inc. als Fotograf aktiv. Diese Zusammenarbeit führte zu gemeinsamen Ausstellungen im Palais Clam-Gallas und im Museum Moderner Kunst im Palais Liechtenstein.
Seit 1982 war Kurt Mayer als unabhängiger Filmproduzent und Filmregisseur tätig, wobei er jahrelang mit der Produktionsgesellschaft Epo-Film zusammenarbeitete. Seine erste Arbeit als Regisseur eines Kinofilms war Aufwachen im Jahr 1985 über die Besetzung der Hainburger Au. Er gründete 1995 mit der KURT MAYER FILM e.U. seine eigene Filmproduktionsgesellschaft, mit der er Wirtschafts-, Dokumentar- und Spielfilme für Kino, Fernsehen und Internet herstellt. 1997 ließ er Filmaufnahmen vom Brand des Wiener Justizpalastes 1927, die sein Vater Rudi Mayer gedreht hatte, auf die Fassade des Justizpalastes projizieren, während über das Internet ein Live-Konzert von Richard Dorfmeister und Rupert Huber aus Berlin übertragen wurde.
Mayer war Vorsitzender des Dachverbands der Österreichischen Filmschaffenden und Gründungsmitglied der Akademie des Österreichischen Films.

## Filmografie
Kinofilme
- 1978: Schwitzkasten (Kamera)
- 1985: Aufwachen (Regie)
- 1996: Durch Afrika im Automobil (Produktion, Regie)
- 1997: Autokino (Produktion, Regie)
- 2001: der wackelatlas – sammeln und jagen mit H. C. Artmann (Produktion)
- 2001: Schwimmer in der Wüste (Ko-Produktion, Regie, Drehbuch, Kamera)
- 2005: Erik(A) – Der Mann, der Weltmeisterin wurde (Produktion, Regie)[7]
- 2006: Freuds verschwundene Nachbarn (Produktion, Regie, Drehbuch)
- 2007: Prater (Produktion)
- 2008: Mr. Karl – Ein Mensch für Menschen (Regie, Drehbuch)
- 2010: So schaut’s aus – G’schichten vom Willi Resetarits (Produktion)
- 2010: Der Schatten des Propheten (Produktion)
- 2011: Du und ich (Produktion)
- 2012: What Happiness Is (Produktion)
- 2014: Rosi, Kurt und Koni (Produktion)
- 2014: Wo ich wohne. Ein Film für Ilse Aichinger (Produktion)
- 2015: Fang den Haider (Produktion)
- 2015: Help me... if you can (Produktion)
- 2018 I'm a bad guy (Produktion)
- 2018: the sparrow (Produktion)
- 2020: TONSÜCHTIG – Die Wiener Symphoniker von innen (Produktion)
- 2022: Mater Superior (Produktion)

TV-Dokumentationen
- 1987: Himmel und Hölle (Regie)
- 1989: Tod auf (Regie)
- 1990: Grummige Gesänge (Regie)
- 1992: Universum: Paradiese auf Zeit (Regie)
- 1993: Universum: Die Erde trägt (Regie)
- 1994: Gegen den Strom (Regie)
- 1995: Land der Berge: Vulkanland (Regie)
- 1997: Das Geld von morgen (Regie)
- 1997: Universum: Die Entstehung der Alpen (Regie)
- 2000: Schauplätze der Zukunft – Immer und überall dabei (Regie Drehbuch)
- 2002: Universum: Wetterküche Alpen (Regie, Drehbuch)
- 2003: Galle Road (Regie)
- 2004: Fürstliche Schätze – Die Liechtenstein Saga (Regie)
- 2005: Universum: Azorenhoch und Islandtief (Regie)
- 2005: Universum: Ligurien – Leben zwischen Himmel und Meer (Regie, Drehbuch)
- 2006: Universum: Karpaten – Leben in Draculas Wäldern (Regie)
- 2007: Universum: Semmering HochWien. Eine Stadt zieht ins Gebirge (Produktion, Regie, Drehbuch)
- 2009: Universum: Menschen im Karst – Leben zwischen Himmel und Hölle (Produktion, Regie, Drehbuch)
- 2013: Universum: Planet der Spatzen (Produktion, Regie, Kamera)
- 2014: Universum: Engadin – Wildnis der Schweiz (Produktion, Regie, Drehbuch, Kamera)
- 2015: Universum: Dolomiten – Sagenhaftes Juwel der Alpen (Produktion, Regie, Drehbuch, Kamera)
- 2016: Erich Meder - Lieder für die Ewigkeit (Produktion)
- 2016: Österreichische Wahrzeichen (Produktion)
  - Geschichten rund um's Riesenrad (auch Regie mit Judith Doppler)
  - Geschichten aus der Salzburger Altstadt
  - Geschichten von der Donau
  - Geschichten vom süßen Österreich
- 2017: Universum: Wildes Istanbul (Regie)
- 2017: Wenn der Wind weht (Regie)
- 2017: Österreichische Wahrzeichen (Produktion)
  - Geschichten rund um die Bälle
  - Geschichten vom Heurigen
  - Geschichten vom Würstelstand
- 2017: Mauthausen vor der Tür (Regie zusammen mit Judith Doppler, Produktion)
  - Todesmärsche
  - Wiens vergessene Konzentrationslager
  - Das Schicksal der Frauen
- 2017: Arisierung: Die verlorenen Jahre (Regie)
- 2018: Austria Wien - Fußballgeschichte in Violett / Rapid Wien – Fußballgeschichte in Grün – Weiss (Regie)
- 2018 Habsburgs Hoflieferanten (Regie mit Judith Doppler, Produktion)
  - Einkaufstour mit Sissi und Franz
  - Der kaiserliche Haushalt von Maria Theresia bis Katharina Schratt
  - Untergang und Wiedergeburt
- 2018: ORF Legenden: Gerhard Bronner - Kein Blatt'l vorm Mund (Produktion)
- 2019: Wiener Parks (Produktion)
- 2019: Die Österreicher und ihre Wurzeln (Regie mit Judith Doppler, Produktion)
  - Als Böhmen noch bei Österreich war
  - Die Vertriebenen des Zweiten Weltkrieges
  - Kebab, Bosna, Paprika
  - Flucht und Asyl nach 1945
- 2020: Universum: Olimba Königin der Leoparden (Produktion)
- 2020: Der Erste Mai und der Traum von der Weltrevolution (Produktion)
- 2020: ORF Legenden: Heinz Fischer-Karwin (Produktion)
- 2021: Wiener Ecken – Der Siegeszug der Werbung (Produktion)
- 2021: Einer rot, einer schwarz – Geschichte des Proporzes in Österreich (Produktion)
- 2021: Christoph Waltz – Der Charme des Bösen (Regie, Produktion)
- 2021 Land der Lager. Österreich nach dem Krieg (Regie, Produktion)
- 2021: Österreichs historische Gartenpracht (Produktion)
- 2022: Schicksalstage Österreichs (Produktion)
  - Olympia-Skandal um Karl Schranz
  - Merci, Chérie. Österreich und der Songcontest
  - Einsturz Reichsbrücke und Laudas Unfall
- 2022: Habsburgs Heimkehr - Die Republik und die ehemaligen Monarchen (Regie, Produktion)
- 2022: Kontinent der Vertreibung – Europa nach 1945 (Regie, Produktion)
- 2022: Wiener Melange (Regie mit Maria Seifert, Produktion)
- 2023: Schicksalstage Österreichs
  - Die Stunde des Jörg Haider (Regie, Produktion)

Weitere Projekte
- 1986: Klaus Pinter – Ressources (Produktion, Regie)
- 1993: Prozession (Regie)
- 1995: Catching Eyes (Regie)

- 1997: Life frames Austria (Regie)
- 1998: Warheads (Ars Electronica) (Produktion, Regie)
- 1999: Faces (Regie)
- 2001: Skills & Thrills (Regie)
- 2002: Easy Austria (Regie)
- 2003: Heimat des Staunens – Die neuen Kristallwelten in Wattens (Regie)
- 2003: Spiele des Lebens (Regie)
- 2004: Liechtenstein Museum Wien (Regie)
- 2013: I am Celluloid
- 2014: PUTZEN
- 2015: Niemals wieder ist eine Insel so weit weg gewesen (Regie zusammen mit Elisabeth Schlebrügge)

## Auszeichnungen
- Förderungspreis für künstlerische Fotografie 1983
- Österreichischer Staatspreis für die Imagewerbelinie der Republik im Ausland 1992[3]
- Kamera Alpin in Gold, Bergfilmfestival Graz 1998 (für Die Entstehung der Alpen)[4]
- Staatspreis Wirtschaftsfilm 1998[2] (für Life frames Austria)
- Silberner Enzian, Filmfestival Trento 2003 (für Azorenhoch und Islandtief)[4]
- Master Award der Corporate Media 2004 (für Heimat des Staunens – Die neuen Kristallwelten in Wattens)[3]
- Silberner Enzian, Filmfestival Trento 2005 (für Erik(A) – Der Mann, der Weltmeisterin wurde)[4]
- Goldene Victoria, Internationale Wirtschaftsfilmtage Wien 2006 (für Fürstliche Schätze – Die Liechtenstein Saga)[3]
- Kamera Alpin in Gold, Bergfilmfestivalgraz 2006 (für Karpaten – Leben in Draculas Wäldern)[8]
- CINE Golden Eagle Award 2009 (für Menschen im Karst – Leben zwischen Himmel und Hölle)[4]
- „Premio Lipo - Mario Pastore“ @ Gran Paradiso Film Festival 2015, „Prize Progretto Natura“ @ Gran Paradiso Film Festival 2015, Cannes Corporate Media & TV Award 2014, Finalist International Gold Panda Documentary Festival Chengdou 2014, Kamera Alpin GOLD, Mountainfilm Graz International Filmfestival 2014 (Für Planet der Spatzen)
- Bester Schweizer Film 2015 (für Engadin Wildnis der Schweiz)
- Beste Story NaturVision 2015 (für Wildes Istanbul)
- Preisregen 2021 für Leopard Legacy
- Cannes Corporate Media & TV Award 2022 in Gold für "Kontinent der Vertreibung"
- Bester Film, Brooklyn Horror Film Festival 2022 (für "Mater Superior")